# Station Remiremont
Station Remiremont is een spoorwegstation in de Franse gemeente Remiremont.